# Ayano Egami
Ayano Egami (jap. 江上綾乃 Egami Ayano; ur. 1 kwietnia 1980) – japońska pływaczka synchroniczna, wicemistrzyni olimpijska z Sydney.
W 2000 uczestniczyła w letnich igrzyskach olimpijskich w Sydney, w ramach których uczestniczyła w rywalizacji drużyn i uzyskała wynik 98,86 pkt dający zawodniczce srebrny medal.